# شارنبروک
شارنبروک (به انگلیسی: Sharnbrook) یک روستا و محله مدنی در بریتانیا است که در Bedford واقع شده‌است. شارنبروک ۲٬۲۹۳ نفر جمعیت دارد.